# Thom Wilson
Thom Wilson foi um produtor musical estadunidense.

## Discografia
- Disconnected - Stiv Bators (1981)
- The Adolescents - The Adolescents (1981)
- Christian Death - Christian Death (1982)
- Plastic Surgery Disasters - Dead Kennedys (1982)
- Red Wedding - Red Wedding (1982)
- TSOL - T.S.O.L. (1982)
- Peace Thru Vandalism (EP) - The Vandals (1982)
- Mommy's Little Monster - Social Distortion (1983)
- When in Rome Do as the Vandals - The Vandals (1984)
- Slippery When Ill - The Vandals (1989)
- The Offspring - The Offspring (1989)
- Baghdad (EP) - The Offspring (1991)
- Ignition - The Offspring (1992)
- Smash - The Offspring (1994)
- Big Choice - Face to Face (1994)
- Maniacal Laughter - The Bouncing Souls (1996)
- The Bouncing Souls - The Bouncing Souls (1997)
- Hopeless Romantic - The Bouncing Souls (1999)
- The Aquabats! vs. the Floating Eye of Death! - The Aquabats (1999)